# Герб Новоайдарського району
Герб Новоайда́рського району — офіційний символ Новоайдарського району Луганської області.

## Опис
Герб району являє собою геральдичний щит німецької форми, розділений на три поля жовтого, червоного та блакитного кольорів. У верхньому жовтому полі розміщено напис «НОВОАЙДАР» та зазначено рік заснування міста — 1687. У середньому червоному полі розміщено зображення пам'ятки природи «Баранячі лоби», над якою знаходяться чотири фігури козаків: одна кінна й три піших. У нижній блакитній частині розташовано зображення сома темно-синього кольору. У центрі щита, на межі червоного та блакитного полів, розміщено зображення квітки соняшника та двох пшеничних колосків.

## Символіка
- Блакитне поле та сом символізують річку Айдар.
- Соняшник та колоски вказують на розвиток сільського господарства в районі.
- Козаки — зв'язок з історією.